# Vejen
Vejen est une municipalité danoise située dans la région du Danemark du Sud, à l’ouest du Jutland. C’est également une ancienne municipalité de l’amt de Ribe.
Elle comptait 42 596 habitants en 2022.

## Musées
- Vejen Kunstmuseum

## Personnalités notables
- Ingrid Vang Nyman (1916-1959, première illustratrice de Fifi Brindacier)